# Диаконеску, Ион
Ион Диаконеску (25 августа 1917, жудец Арджеш — 11 октября 2011, Бухарест) — румынский антикоммунистический активист и политик. Видный деятель Национал-цэрэнистской партии. В коммунистическую эпоху в Румынии он находился в тюрьме как политический заключённый в течение семнадцати лет: с 1947 по 1964 годы. Во время Румынской революции стал одним из основателей Христианско-демократической национал-цэрэнистской партии.

## Биография

### Детство и юность
Ион Диаконеску родился летом 1917 года в местности Boțești (жудец Арджеш), находившейся в то время под немецкой оккупацией, в семье священника Попеску. Позже он часто возвращался в родные места, в том числе — и будучи уже в преклонном возрасте. В его семье была долгая «монашеская традиция»: многие из её членов являлись священниками или монахами. В 1936 году, в возрасте 19 лет, Диаконеску стал членом Национал-цэрэнистской партии (НЦП). В тот же период он отправился в Бухарест, где учился в политехническом университете — на факультете электросистем, который он окончил в 1942 году. Затем Диаконеску работал в Министерстве народного хозяйства на должности технического рецензента.

### Политзаключённый
В 1947 году Диаконеску был уволен с занимаемой должности в министерстве по причине своей политической деятельности. После серии арестов партийных лидеров, сам Ион — как лидер молодёжной группы своей партии — также стал преследоваться властями. Вечером 1 декабря 1947 года он был арестован в своей квартире в Бухаресте; в 1948 году он был приговорён к 15 годам лишения свободы с конфискацией имущества.
Сменив несколько мест заключения Диаконеску в итоге оказался в камере с 5-6 другими политическими заключёнными, дававшей возможность для «культурного обмена» между образованными людьми. Он вышел из тюрьмы 30 ноября 1962 года. После освобождения, его преследование коммунистическим режимом Румынии не прекратилось: почти сразу он был отправлен под домашним арест, а затем — депортирован вместе с другими противниками режима.

### Жизнь в условиях коммунистического режима
Ещё в Бухаресте в 1964 году Диаконеску было крайне трудно найти работу. В этот период он продолжал тайно встречаться с другими участниками НЦП (в частности, с Корнелиу Копосу). Одно из таких собраний в 1974 году было обнаружено службой безопасности страны.

### Политическая деятельность после 1989 года
В то время как Румынская революция 1989 года привела к свержению режима Николае Чаушеску, Диаконеску, Копосу и другие лидеры призвали 22 декабря 1989 года к восстановлению НЦП. Была создана Христианско-демократическая национал-цэрэнистская партия, продолжившая традицию НЦП. 29 января 1990 года рабочие — сторонники ФНС напали на штаб партии.
Первые свободные выборы в новой Румынии прошли 20 мая 1990 года: кандидат Диаконеску получил одно из 12 мест своей партии в парламенте. После смерти Корнелиус Копосу в 1995 году, Диаконеску занял его место в качестве лидера партии. В этот период он сумел провести через законодательные органы ряд своих реформ: ускорение приватизации, реституция земли, конфискованной прежним режимом, анализ архивов секретных служб и общая ориентация на Запад во внешней политике.
Вследствие экономический кризиса, начавшегося при переходе к рыночной экономике, партия Диаконеску не попал в парламент, созванный в 2000 году. Сам Ион покинул все партийные и государственные должности.

### После ухода из политики
После 2000 года Диаконеску получил должность почётного председателя партии. Будучи пенсионером и проживая в своей небольшой квартире, он продолжал писать мемуары, которые были опубликованы в 2003 году. В 2007 году в рядах PNŢCD наметился раскол: при этом Диаконеску поддержал одну из групп, но не сумел сохранить единство партии.
В 2009 году, по предложению Виктора Чорбеа, Диаконеску подал иск в суд на сумму в 18 миллионов евро в качестве компенсации за своё заключение, сопровождавшееся нарушениями прав человека. Предполагалось, что деньги будут использованы «на благо партии». В 2010 году суд Бухареста присудил Диаконеску 500000 евро в качестве компенсации, но Апелляционный суд отменил решение о финансовой компенсации, хотя и согласился, что осуждение 1948 года было политически мотивированным.
Диаконеску был госпитализирован в Бухаресте в сентябре 2011 года из-за проблем с сердечным ритмом: первоначально его состояние было стабильным, но в первые дни октября оно резко ухудшилось и он умер 11 октября 2011 года, в возрасте 94 лет.

## Наследие
Диаконеску был похоронен на кладбище Bellu в Бухаресте, с воинскими почестями — после того, как он был посмертно награждён национальным орденом «Звезда Румынии».